# Del otro lado del puente (película de 1953)
Del otro lado del puente es una película argentina dirigida por Carlos Rinaldi sobre guion de Eduardo Borrás y Alfredo Ruanova que se estrenó el 8 de julio de 1953 y que tuvo como principales intérpretes a Nelly Meden, Carlos Cores y Eduardo Cuitiño.

## Sinopsis
Un joven busca salir a cualquier precio de las condiciones humildes en que vive en su barrio. 

## Reparto
- Carlos Barbetti	... 	Viejo
- Lina Bardo	... 	Mucama
- Enrique Borrás
- Carlos Cores	…Roberto Aguirre
- Eduardo Cuitiño	…Inspector Gómez
- José De Angelis	…Vega
- Rafael Diserio	... 	Comisario
- Golde Flami		…Elsa
- Ricardo Galache	…Don Berto
- Jacinto Herrera	…Salvador
- Ricardo Jordán	... 	Hombre en hipódromo
- Nelly Meden		…Luisa Molinari
- Carmen Monteleone	... 	Mujer en taxi
- René Mugica	... 	Hombre en garito
- Luis Otero	…Ramón
- Ángel Prío
- Carlos Rinaldi	... 	Cameo
- Irma Álvarez

## Comentarios
El crítico King escribió en El Mundo que la película era una "meritoria expresión de nuestro cine ...Macizo pantallazo sobre un episodio de vida turbia... Relato denso, de logrado clima, extendido sobre diálogos e imágenes de buen cuño, de positivo dramatismo" y Manrupe y Portela opinan que es "una película de gansters cerca del Riachuelo, con bandas rivales y juego clandestino, buena actuación de Cores y alguna referencia obsecuente hacia el gobierno peronista de entonces".

## Premio
Por este filme la Academia de Artes y Ciencias Cinematográficas de la Argentina le otorgó el premio Cóndor Académico a la mejor partitura original de 1953 al músico Tito Ribero.